# MihimaLIVE
『mihimaLIVE』（ミヒマライブ）は、mihimaru GTが2007年2月28日にリリースした、ライブビデオ。

## 概要
2006年12月14日に行われた「年末ジャンボ宝イヴ '06 ～mihimagic show encore～」を収録したDVDである。
12thシングル「かけがえのない詩」と同時発売した。
mihimaru GT初のライブビデオになる。

## 曲目
1. 気分上々↑↑
2. Hello, Pansy!!
3. ツヨクツヨク
4. Drum-Line
5. Darlin'
6. Love is...
7. 部屋とYシャツと私
8. さよならのうた
9. いつまでも響くこのmelody
10. Squall
11. The 7 Wonders
12. H.P.S.J
13. ユルメのレイデ
14. 帰ろう歌
15. マジカルスピーカー
16. So Merry Christmas
17. 願〜negai〜

特典映像
- mihimagic show making video clip
- LIVE反省会